# Michoud
Michoud è una zona orientale di New Orleans, una parte del Ninth Ward di New Orleans, Louisiana e che si trova a 30.03N latitudine, longitudine 89.925W.
Nel XIX secolo Michoud era un piccolo villaggio rurale in Orleans, al di fuori dei limiti della città. Prima della guerra civile americana qui si trovava una piantagione di zucchero e di raffinazione, le vecchie ciminiere di mattoni sono ancora conservate. In seguito, la zona, ha avuto uno sviluppo industriale notevole e ha visto la crescita di centri militari durante la seconda guerra mondiale.
Oggi Michoud è famosa per essere sede della Michoud Assembly Facility, una struttura della NASA dove, durante il programma Apollo, veniva assemblato il primo stadio del razzo vettore Saturn V.